# Drusus rizeiensis
Drusus rizeiensis är en nattsländeart som beskrevs av Füsun Sipahiler 1986. Drusus rizeiensis ingår i släktet Drusus och familjen husmasknattsländor. Inga underarter finns listade i Catalogue of Life.